# فهرست دانشگاه‌های آمریکا
ایالات متحده آمریکا ۵۷۰۰ موسسه آموزش عالی دارد . فهرست زیر تنها فهرستی از دانشگاه‌های مهم، اصلی، یا برتر آمریکا بر پایهٔ موقعیت ناحیه‌ای می‌باشد.

## شمال شرقی

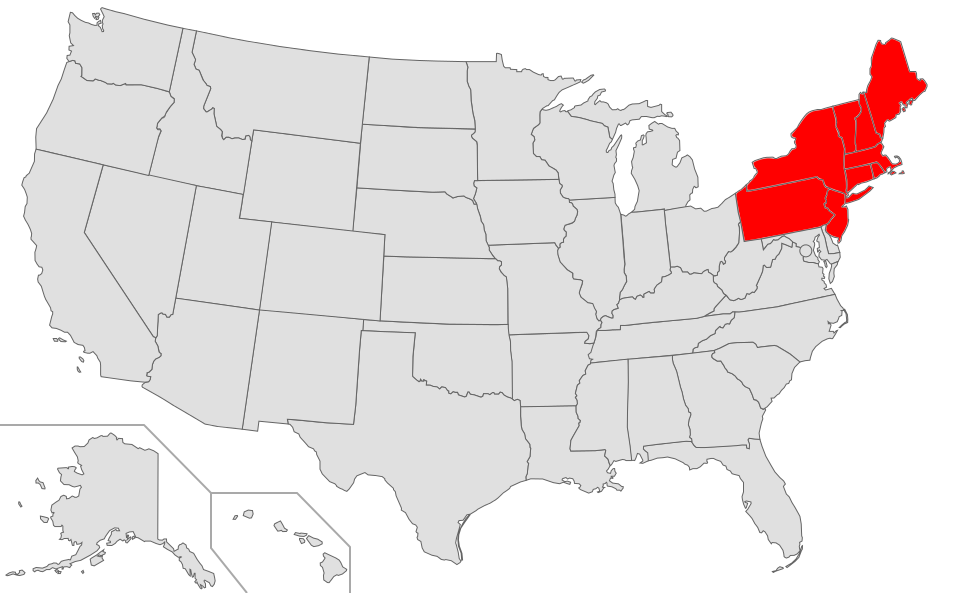
شمال شرقی آمریکا

- فهرست دانشگاه‌های کنتیکت
- فهرست دانشگاه‌های دلویر
- فهرست دانشگاه‌های مین
- فهرست دانشگاه‌های ماساچوست
- فهرست دانشگاه‌های نیوهمپشر
- فهرست دانشگاه‌های نیوجرزی
- فهرست دانشگاه‌های نیویورک
- فهرست دانشگاه‌های پنسیلوینا
- فهرست دانشگاه‌های رودآیلند
- فهرست دانشگاه‌های ورمانت

## مرکز غربی

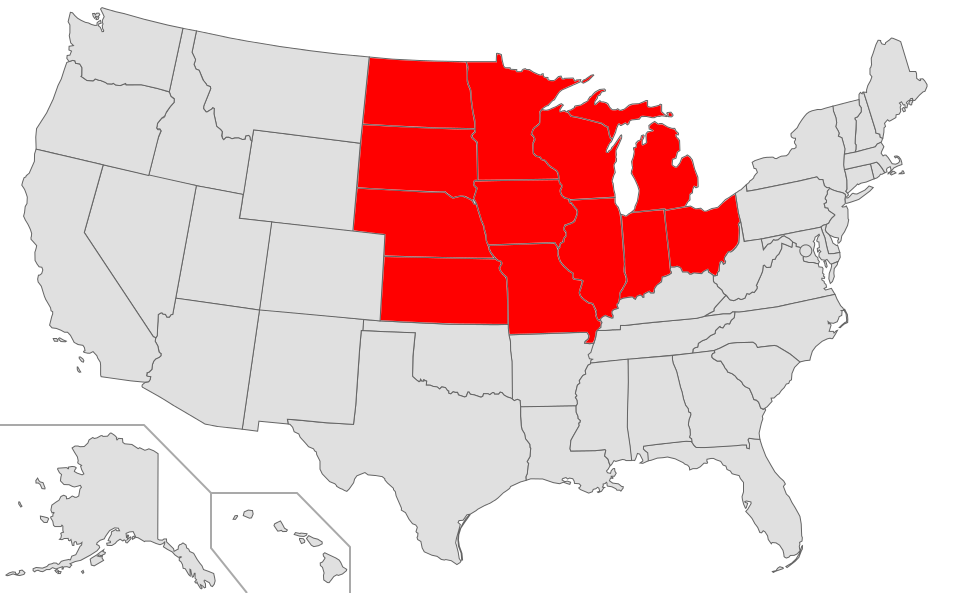
مرکز غربی آمریکا

- فهرست دانشگاه‌های ایلینوی
- فهرست دانشگاه‌های ایندیانا
- فهرست دانشگاه‌های آیووا
- فهرست دانشگاه‌های کانزاس
- فهرست دانشگاه‌های میشیگان
- فهرست دانشگاه‌های مینه‌سوتا
- فهرست دانشگاه‌های میزوری
- فهرست دانشگاه‌های نبراسکا
- فهرست دانشگاه‌های داکوتای شمالی
- فهرست دانشگاه‌های اوهایو
- فهرست دانشگاه‌های داکوتای جنوبی
- فهرست دانشگاه‌های ویسکانسین

## جنوب

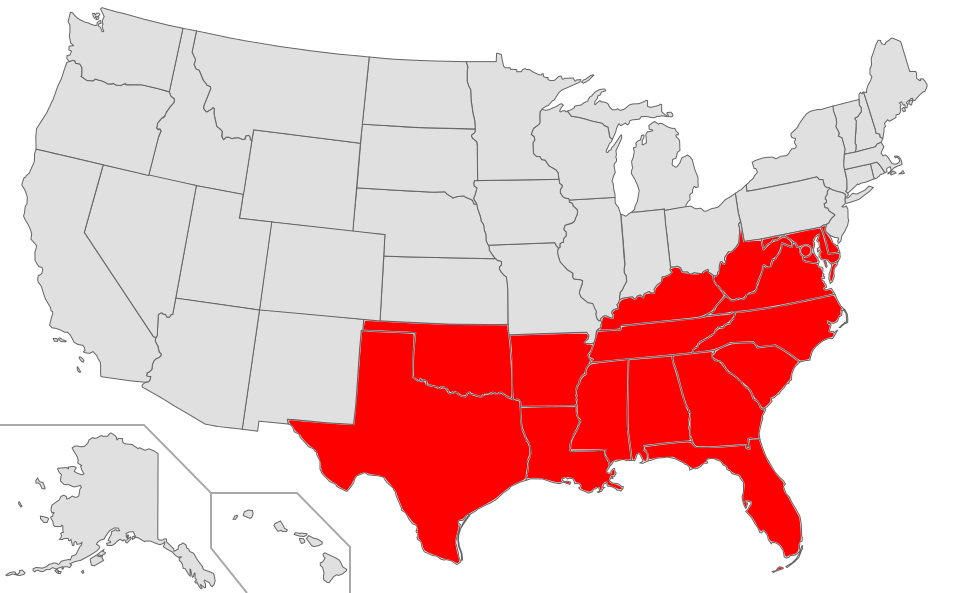
جنوب آمریکا

- فهرست دانشگاه‌های آلاباما
- فهرست دانشگاه‌های آرکنسا
- فهرست دانشگاه‌های واشنگتن دی سی
- فهرست دانشگاه‌های فلوریدا
- فهرست دانشگاه‌های جورجیا
- فهرست دانشگاه‌های کنتاکی
- فهرست دانشگاه‌های لوئیزیانا
- فهرست دانشگاه‌های مریلند
- فهرست دانشگاه‌های می‌سی‌سی‌پی
- فهرست دانشگاه‌های کارولینای شمالی
- فهرست دانشگاه‌های اوکلاهاما
- فهرست دانشگاه‌های کارولینای جنوبی
- فهرست دانشگاه‌های تنسی
- فهرست دانشگاه‌های تگزاس
- فهرست دانشگاه‌های ویرجینیا
- فهرست دانشگاه‌های ویرجینیای غربی

## غرب

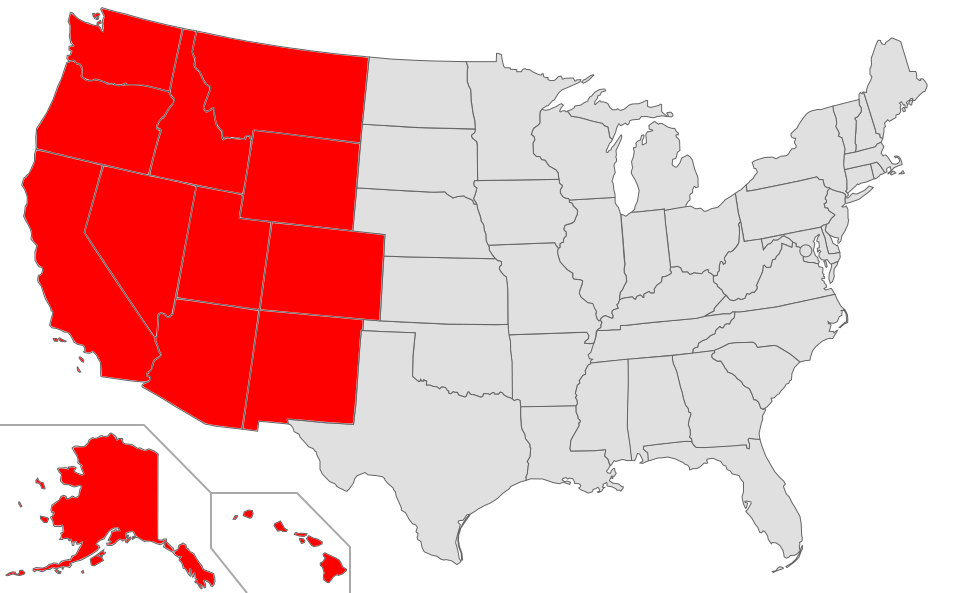
غرب آمریکا

- فهرست دانشگاه‌های آلاسکا
- فهرست دانشگاه‌های آریزونا
- فهرست دانشگاه‌های کالیفرنیا
- فهرست دانشگاه‌های کلرادو
- فهرست دانشگاه‌های هاوایی
- فهرست دانشگاه‌های آیداهو
- فهرست دانشگاه‌های مانتانا
- فهرست دانشگاه‌های نوادا
- فهرست دانشگاه‌های نیومکزیکو
- فهرست دانشگاه‌های اورگن
- فهرست دانشگاه‌های یوتا
- فهرست دانشگاه‌های واشنگتن
- فهرست دانشگاه‌های وایومینگ

## لیست دانشگاه‌های خارج از محدوده جغرافیایی آمریکا
در ذیل اسامی دانشگاه‌ها و موسسات آموزشی که خارج از آمریکا قرار دارند ولی در آمریکا مورد قبول می‌باشند یا اجازه تأسیس از آمریکا گرفته‌اند:

## مراکز آموزشی که اجازه تاسیس از آمریکا دارند
- دانشگاه آمریکایی بیروت در لبنان اجازه از نیویورک
- دانشگاه آمریکایی قاهره در مصر اجازه از دلاویر
- دانشگاه آمریکایی پاریس در فرانسه اجازه از دلاویر
- دانشگاه آمریکایی رم در ایتالیا اجازه از واشنگتن
- دانشگاه اروپای مرکزی در مجارستان اجازه از نیویورک
- کالج فرانکلین سویئس اجازه از دلاویر
- دانشگاه بین‌المللی شیللر اجازه از فلوریدا

## مراکز آموزشی که در آمریکا مورد قبول می‌باشند
- دانشگاه آمریکایی ارمنستان
- دانشگاه آمریکایی بلغارستان
- دانشگاه آمریکایی دوبی واقع در امارات متحده عربی
- دانشگاه آمریکایی شارجه واقع در امارات متحده عربی
- دانشگاه آمریکایی کاریبین